# 송라중학교 (경북)
송라중학교(松羅中學校)는 대한민국 경상북도 포항시 북구 송라면 광천리에 있는 공립 중학교이다.

## 학교 연혁
- 1971년 1월 25일 : 송라중학교 6학급 설립인가
- 1971년 3월 5일 : 제1회 입학식
- 1971년 4월 25일 : 초대 이태영 교장 취임
- 1971년 9월 25일 : 본교 1, 2층 6교실 준공
- 1974년 1월 16일 : 제1회 졸업식
- 1979년 9월 25일 : 본관 증축 완공
- 1999년 9월 1일 : 송라초ㆍ중학교 통합
- 2000년 12월 1일 : 송라초ㆍ중학교 다목적교실 개관
- 2010년 10월 21일 : 경상북도교육청지정 녹색성장 연구학교 공개보고
- 2019년 3월 1일 : 3학급 편성
- 2022년 3월 1일 : 제27대 강호철 교장 취임
- 2023년 1월 4일 : 제50회 졸업식 (9명, 총 졸업생 2,778명)
- 2023년 3월 2일 : 제53회 입학식(4명 남 1명, 여 3명)

## 참고 자료
- 송라중학교 - 한국교육학술정보원 학교알리미